# Mariposa Grove

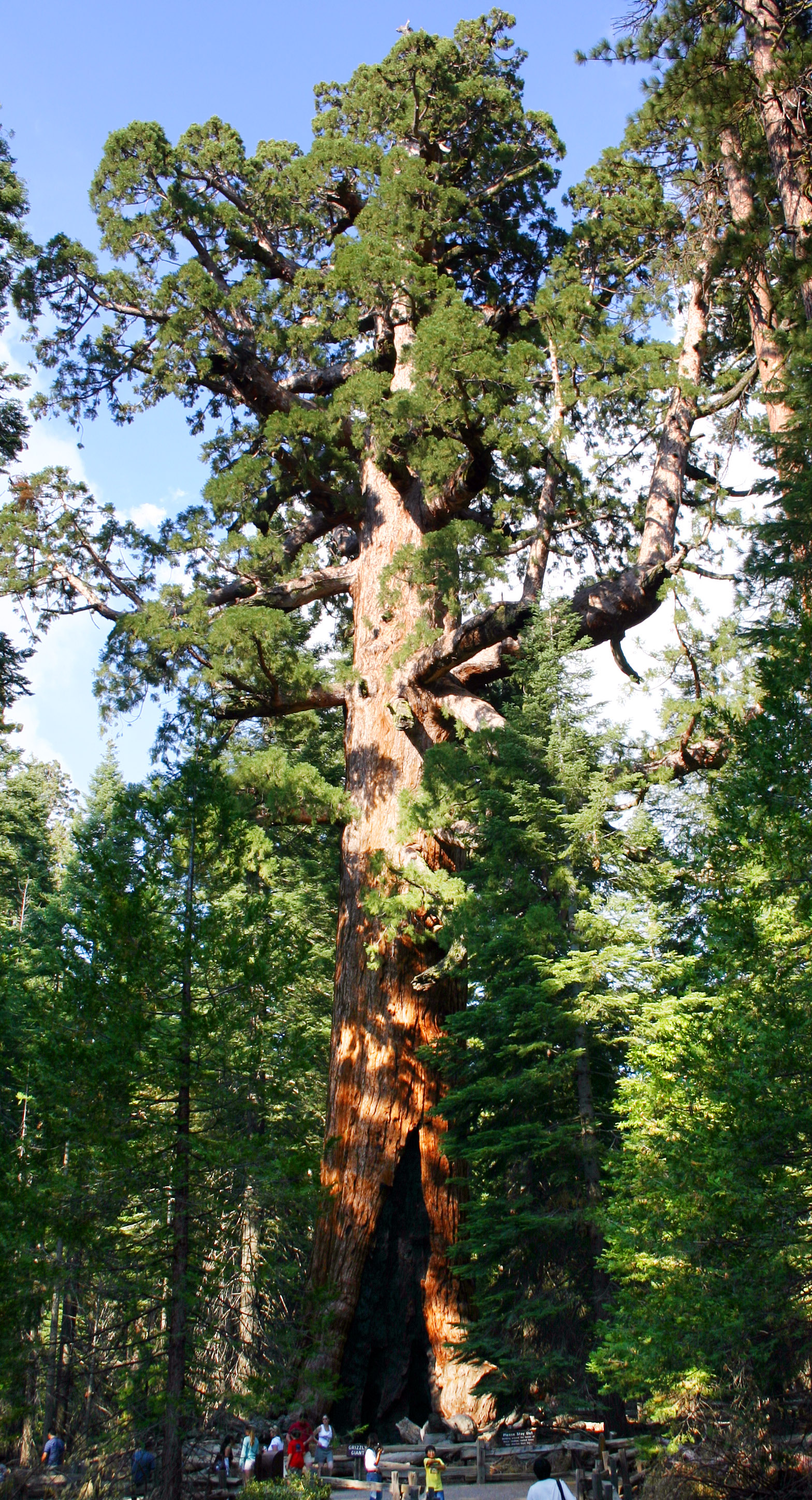
Grizzly Giant is de op een na grootste maar zeker de bekendste reuzensequoia in de Mariposa Grove.

De Mariposa Grove is een bos van zeldzame mammoetbomen of reuzensequoia's (Sequoiadendron giganteum) bij Wawona, in het uiterste zuiden van Yosemite National Park, in de Amerikaanse staat Californië. Het is de grootste verzameling reuzensequoia's in het park en een van de 68 sequoia groves in de Sierra Nevada, hun natuurlijke verspreidingsgebied. Twee van de bomen in de Mariposa Grove, de Washington Tree en de Grizzly Giant, behoren tot de 30 grootste reuzensequoia's ter wereld.
De Mariposa Grove werd in 1856 door de Europees-Amerikaanse kolonisten Galen Clark en Milton Mann "ontdekt". In 1864 kwam de Grove samen met Yosemite Valley onder het beheer van de staat Californië. Gebrek aan goed leiderschap en beheer zorgden ervoor dat beide onderdelen uiteindelijk deel gingen uitmaken van het federaal beheerde Yosemite National Park.